# 황영
황영(黃瑩, ? ~ ?)은 고려 숙종 때의 학자이다. 1103년 숙종 때 중서시랑 등을 지냈으며 사학을 세워 많은 제자들을 가르쳤다. 이 제자들을 '정경공도'라 불렀는데 고려 12공도 중의 하나였다.